# آورو ۷۰۷
آورو ۷۰۷ (به انگلیسی: Avro 707) یک هواپیمای ساختِ کارخانهٔ آورو در کشور بریتانیا است. این هواپیما در ۴ سپتامبر ۱۹۴۹ میلادی نخستین پرواز خود را انجام داد.